# João Alcino de Faria
João Alcino de Faria (? — Rio Grande do Sul) foi um militar e político brasileiro.
Foi deputado à Assembleia Legislativa Provincial de Santa Catarina na 23ª legislatura (1880 — 1881) e na 27ª legislatura (1888 — 1889).
Foi condecorado como oficial da Imperial Ordem de Nosso Senhor Jesus Cristo.